# Banjast obok
Banjast obok, znan tudi kot tunelski obok, je arhitekturni element, ki nastane z iztiskanjem ene same krivulje (ali para krivulj, v primeru šilasto lomljenega oboka) na določeni razdalji. Krivulje so običajno krožne oblike, kar daje celotni zasnovi polcilindrični videz. Banjast obok je najpreprostejša oblika oboka: dejansko niz lokov, postavljenih drug ob drugem (tj. drug za drugim). Je oblika banjaste strehe.
Tako kot pri vseh konstrukcijah, ki temeljijo na lokih, obstaja zunanji pritisk, ki nastaja ob stenah pod banjastim obokom. Obstaja več mehanizmov za absorpcijo tega pritiska. En je, da so stene izjemno debele in močne - to je primitivna in včasih nesprejemljiva metoda. Elegantnejša metoda je gradnja dveh ali več obokov, ki so vzporedni drug z drugim; sile njihovih zunanjih pritiskov bodo tako zanikale druga drugo. Ta način je bil najpogosteje uporabljen pri gradnji cerkva, kjer je vzporedno po dolžini stavbe potekalo več obokanih ladij. Vendar pa bi morale biti zunanje stene najbolj zunanjega oboka še vedno precej močne oziroma ojačane z opornimi elementi. Tretji in najelegantnejši mehanizem, ki se je upiral stranskemu pritisku, je bil ustvariti presečišče dveh banjastih obokov pod pravim kotom in tako tvoriti križni obok.
Banjasti oboki so znani iz Starega Egipta in so bili v veliki meri uporabljeni v rimski arhitekturi. Uporabili so jih tudi za zamenjavo Cloaca Maxima s sistemom podzemne kanalizacije. Druge zgodnje zasnove banjastih obokov se pojavljajo v severni Evropi, Turčiji, Maroku in drugih regijah. V srednjeveški Evropi je bil obok pomemben element kamnite gradnje v samostanih, gradovih, stolpih in drugih objektih. Ta oblika oblikovanja je opažena v kleteh, kriptah, dolgih hodnikih, križnih hodnikih in celo velikih dvoranah.

## Teorija in zgodnja zgodovina
Banjast obok so poznale in uporabljale zgodnje civilizacije, vključno s Starim Egiptom in Mezopotamijo. Vendar očitno ni bila zelo priljubljena ali pogosta metoda gradnje v teh civilizacijah. Perzijci in Rimljani so bili prvi, ki so to pomembno arhitekturno uporabili. Tehnika se je verjetno razvila zaradi potrebe po strešnih zgradbah z zidanimi elementi, kot so opeka ali kamniti bloki na območjih, kjer je bilo lesa malo. Najzgodnejši znani primer oboka je predorski obok, ki so ga našli pod sumerskim ziguratom v Nipurju v Babiloniji, ki ga datirajo približno 4000 pr. n. št., in je bil zgrajen iz žganih opek, spojenih z glineno malto. Najstarejši tunelski oboki v Egiptu so v Requagnahu in Denderahu, iz približno 3500 let pred našim štetjem v preddinastični dobi. Ti so bili zgrajeni iz na soncu posušene opeke v treh obročih nad prehodi, ki se spuščajo do grobov z razponom le dveh metrov. V teh zgodnjih primerih je bil Banjasti obok uporabljen predvsem za podzemne strukture, kot so odtoki in kanalizacija, čeprav je bilo na ta način obokanih tudi več zgradb velike poznoegipčanske mrliške palače-templja Ramesseum. Nedavni arheološki dokazi, odkriti na najdišču Morgantina (v provinci Enna), kažejo, da je bil nadzemni obok iz 3. stoletja pr. n. št. znan in uporabljen na helenistični Siciliji, kar kaže, da so to tehniko poznali tudi stari Grki.
Stari Rimljani so najverjetneje podedovali svoje znanje o obokanju od Etruščanov in Bližnjega vzhoda. Perzijci in Rimljani so bili prvi, ki so obsežno uporabljali to gradbeno metodo pri obsežnih projektih in so bili verjetno prvi, ki so si pomagali z odri pri gradnji obokov po širini večjih od česar koli, kar je bilo prej. Vendar pa so rimski gradbeniki postopoma začeli raje uporabljati križne oboke; Čeprav je bolj zapleten za postavitev, ta tip oboka ni zahteval težkih, debelih sten za podporo in je tako omogočal prostornejše zgradbe z večjimi odprtinami in veliko več svetlobe v notranjosti, kot so thermae (rimske terme.
Po padcu Rimskega cesarstva je bilo nekaj stoletij zgrajenih le nekaj zgradb, ki so bile dovolj velike, da so zahtevale več obokov. V zgodnjem romanskem obdobju je bil za prve velike stolnice vidna vrnitev k kamnitim banjastim obokom; njihova notranjost je bila precej temna, zaradi debelih težkih sten, ki so bile potrebne za podporo oboka. Ena največjih in najbolj znanih cerkva, ki jih je od zgoraj obdajal velik banjast obok, je bila cerkev opatije Cluny, zgrajena med 11. in 12. stoletjem.
V 13. in 14. stoletju je z napredkom novega gotskega sloga banjasti obok skoraj izumrl v konstrukcijah velikih gotskih stolnic; V začetku so se večinoma uporabljali križni oboki, ojačani s kamnitimi rebri, kasneje pa so se razvili različni tipi spektakularnih, okrašenih in kompleksnih srednjeveških obokov. Toda s prihodom renesančnega in baročnega sloga ter oživitvijo zanimanja za umetnost in arhitekturo antike so bili banjasti oboki ponovno uvedeni v resnično veličastnem obsegu in uporabljeni pri gradnji številnih znanih zgradb in cerkva, kot je Bazilika sv. Andreja, Mantova avtorja Leona Battiste Albertija, San Giorgio Maggiore Andrea Palladio in morda najbolj veličastno med vsemi bazilika sv. Petra, Vatikan, kjer se ogromen obok razprostira nad 27 m široko ladjo.

## Inženirska vprašanja
Pri oblikovanju oboka v obliki cevi vektorji pritiska povzročijo silo navzdol na krono, medtem ko spodnji deli lokov ustvarjajo stransko silo, ki pritiska navzven. Posledica tega je, da je ta oblika načrtovanja izpostavljena neuspehu, razen če so stranice zasidrane ali podprte z zelo težkimi gradbenimi elementi ali z obsežnimi zemeljskimi deli. Na primer, v gradu Muchalls na Škotskem so sosednje stene do obokanih komor debele do 4,6 m, kar dodaja oporno moč, potrebno za zavarovanje ukrivljenega dizajna.
Težave, povezane z ustrezno osvetljenimi obokanimi konstrukcijami, so bile splošno priznane. Intrinzično inženirsko vprašanje je, da se je treba izogniti luknjam v kamnitih obokih. Takšne odprtine bi lahko ogrozile celovitost celotnega ločnega sistema. Tako so se morali romanski srednjeveški graditelji zateči k tehnikam majhnih oken, velikih opornikov ali drugih oblik notranjega prečnega oprijema sten, da bi dosegli želene svetlobne rezultate. V mnogih samostanih so bili naravna rešitev križni hodniki, ki so lahko imeli visoko banjasto obokano konstrukcijo z odprtim dvoriščem, ki je omogočalo dovolj osvetlitve.
Strukturni inženirji ali statiki so od leta 1996 uporabljali Newtonovo mehaniko za izračun številčne napetostne obremenitve za starodavne kamnite banjaste oboke. Te analize so običajno uporabljale metodo končnih elementov za izračun napetosti, ki jih povzroča gravitacija, iz lastne teže obokanega sistema. Pravzaprav je za strukturne inženirje analiza banjastega oboka postala referenčni test računalniškega modela konstrukcijskega inženiringa »zaradi zapletene membrane in nerazširjenih upogibnih stanj napetosti«.
V primerjavi z drugimi tehnikami obokanja je banjast obok sam po sebi šibkejša oblika v primerjavi z bolj zapletenim križnim obokom. Konstrukcija banjastega oboka mora počivati na dolgih stenah, kar ustvarja manj stabilne bočne napetosti, medtem ko lahko zasnova križnega oboka usmerja napetosti skoraj povsem navpično na vrhove.

## Zgodnji pojavi
- Grad Beverston, Anglija, podzemlje pod južnim stolpom zahodnega območja
- Stolnica v Cortoni, Toskana
- Grad Dunnottar, Škotska
- Hadrijanova vila, Tivoli, Italija, številni pojavi na tem najdišču zgodnjega 2. stoletja našega štetja
- Mavzolej Gale Placidije, Ravena, Italija (ok. 500 n. št.)
- Grad Muchalls, Škotska, kripta in dolga dvorana
- Grad Myres, Škotska, kleti
- Real Monasterio de Nuestra Senora de Rueda, Španija, samostan iz 12. stoletja
- Kapela Scrovegni, Padova, Benečija, Italija (1303 n. št.)
- Vatikanska jama, Vatikan

## Sodobni primeri
V sodobni arhitekturi so številni sodobni primeri oblikovanja banjastih obokov, vključno z:
- Sikstinska kapela, Vatikan
- Kraljeva žitnica, Meknes, Maroko (17. stoletje)
- predori Williamson, Liverpool, Anglija (zgodnje 19. stoletje)
- Banketna soba mestne hiše s obokanim stropom 1896–1906, trg Donegal, Belfast, Severna Irska [7]
- Zgradba Huntington Bank, Cleveland, Ohio, načrt iz leta 1924
- Muzej umetnosti Kimbell, Fort Worth, Teksas, ZDA, ki se razteza v širino 174 čevljev.
- Nakupovalni center Forest Hill Chase, izdelan iz polikarbonata, Melbourne, Avstralija
- Nova knjižnica univerze Indiana[8]
- Fremont Street Experience, Las Vegas

## Nekonvencionalna uporaba
Poleg klasične uporabe obokov v makroarhitekturni zasnovi (npr. kot pomemben konstrukcijski strešni element) obstajajo različne izvedbene aplikacije, ki jasno temeljijo na prvotnem konceptu in obliki oboka. Te aplikacije se pojavljajo na področjih kirurgije, oblikovanja strešnih oken, otroških igrač in oblikovanja mikrostruktur (kot so avtobusna postajališča). Čeprav nobena od teh aplikacij ne tekmuje z veličastnostjo antičnih in klasičnih predhodnikov, kažejo na razširjenost banjastega oboka kot arhitekturnega koncepta v sodobnem času.
Na področju kostne kirurgije tehnika reza v obliki "banjastega oboka" ni le dobro definiran najsodobnejši kirurški poseg, temveč so tej tehniki ortopedski kirurgi poimenovali banjasti obok. Študija Wohlfahrt je navedla rezultate tega kirurškega posega na človeški golenici pri 91 takih operacijah.